# Phrurolithus kastoni
Phrurolithus kastoni är en spindelart som beskrevs av Schenkel 1950. Phrurolithus kastoni ingår i släktet Phrurolithus och familjen flinkspindlar. Inga underarter finns listade i Catalogue of Life.